# Bastion
För andra betydelser, se Bastion (olika betydelser).

Bastionsförsvar med två olika typer av bastioner: Solid bastion (1), Ihålig bastion (2), Apparell (3), Flank (5), Fas, Face (7), Bastionsspets (point)(8), Kurtin (9)

Bastion är ett spetsigt försvarsverk som utgör en framskjuten del av fästningsvallen på äldre befästningar. Den består vanligen av murverk i sten eller tegel, uppfyllda vallar av jord eller en kombination av dessa. Bastionen utgör en plattform för fästningens artilleri. På dess ovansida uppställs kanoner och sådana kan även placeras i lågt liggande kasematter för försvar av vallgraven. Tack vare de spetsiga formerna kan man eliminera döda vinklar längs fästningens murar eller vallar. Bruket att bygga bastioner blev vanligt under 1500-talet och kom att dominera befästningskonsten under 1600- och 1700-talen.
Befästningar med bastioner runt om kallas på grund av det stjärnliknande utseendet ibland stjärnfort.

## Historik
Bastionen var fästningsverkets viktigaste anläggning, varifrån huvudförsvaret utvecklades genom flankerande eld framför vallarna. 
Till en början hade man anlagt så kallade bastejer, i Sverige även kallade pastejer, postejer eller rundlar, som var halvrunda, bakåt rätliniga försvarstorn och som ersatte de medeltida, trånga ringmurstornen.
 Bastejerna utvecklades till bastioner vilka byggdes med rätlinjiga sidor (faser) med framskjutande spets, rymmande hundratalet soldater och kanoner. Inåt var de öppna och förenade med varandra med en vanlig rak befästningslinje som kallades kurtin. Bastionens närmast kurtinen belägna delar kallas flanker, och kan vara insvängda (orilloner), för att skydda de kanoner som från flanken beskjuter de anfallande trupperna framför kurtinen och den bredvidliggande bastionens fas. 
Två halva bastioner jämte den mellanliggande kurtinen kallas för en bastionerad front. Det på bastionen uppställda artilleriet och andra eldvapen kunde därigenom beskjuta terrängen framför fästningens huvudvall, kurtinen. 

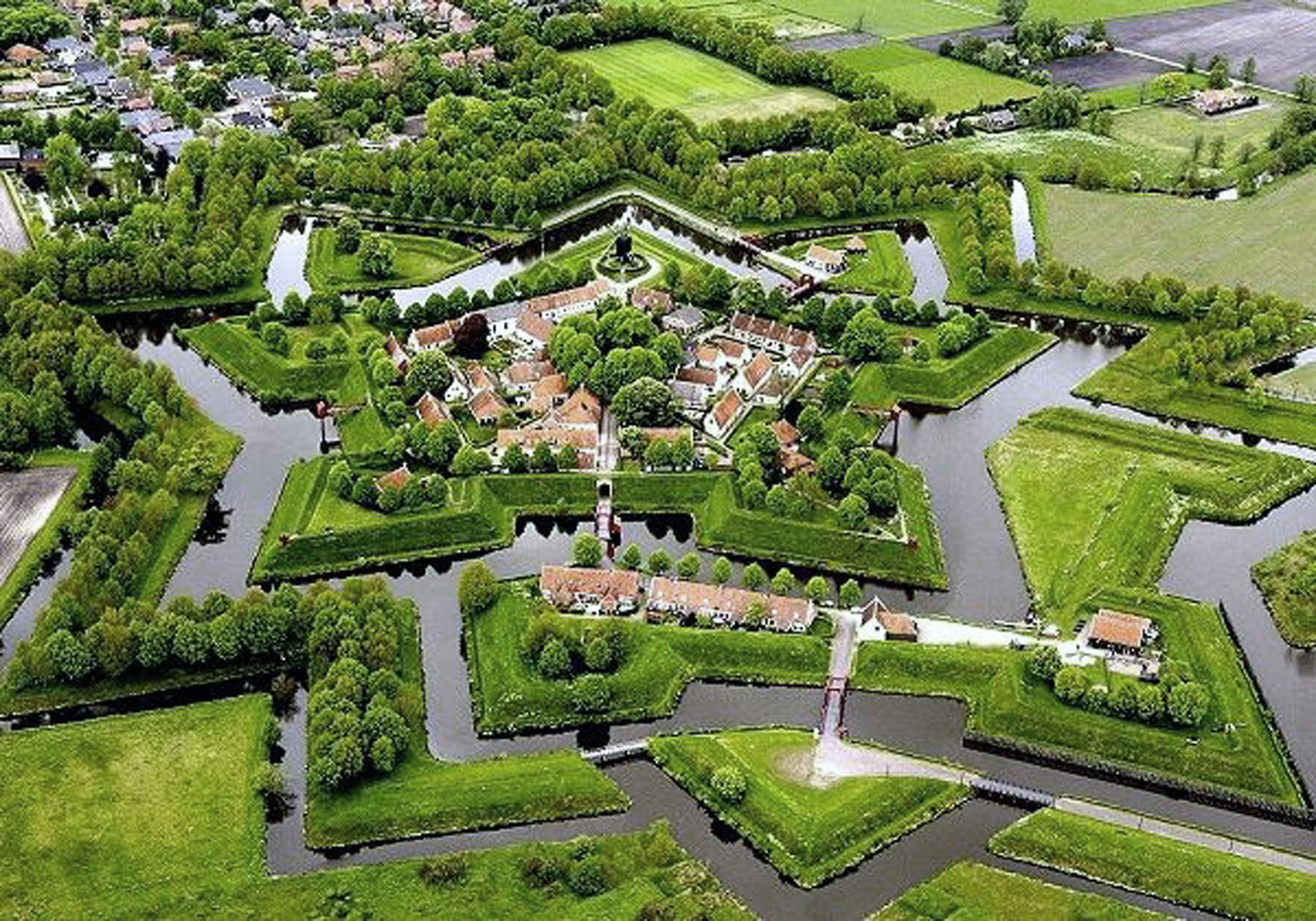
Bild av fästningen i Bourtange, där systemet med pilspetsformade bastioner framgår tydligt.

Fyra eller fler bastionerade fronter bildar en bastionbefästning. Ur bastionsformen utvecklade sig under 1600-talet bastionssystemet. Den internationellt främste företrädaren för bastionsbefästningen var den berömde franske fortifikationsingenjören Sébastien Le Prestre de Vauban. Venedigs krigsbyggmästare San Micheli sägs ha varit den första som under åren 1523-29 byggde de första bastionerna i Verona och Padua. Enligt andra uppgifter skall dock sådana ha uppförts redan 1460 i Turin.

## Sverige
De första fullt utvecklade bastionsbefästningarna i Sverige anlades av Johan III på 1580-talet vid Borgholms slott och Kalmar stads stadsvallar. De första bastionerna i Sverige, bastionerna Styrbiskop och Gräsgården, uppfördes däremot vid Uppsala slott, där byggnationen inleddes 1549 efter italiensk förebild
Flera exempel på bastioner finns i Kalmar som tidigare var en fästningsstad. Den moderna stadsplanen visar tydligt bastionens uppbyggnadsstruktur. Andra exempel på bastioner i Sverige hittar man t.ex. i Karlskrona, Kristianstad, Malmö, Landskrona, Halmstad, Varberg och Göteborg.

## Bildgalleri

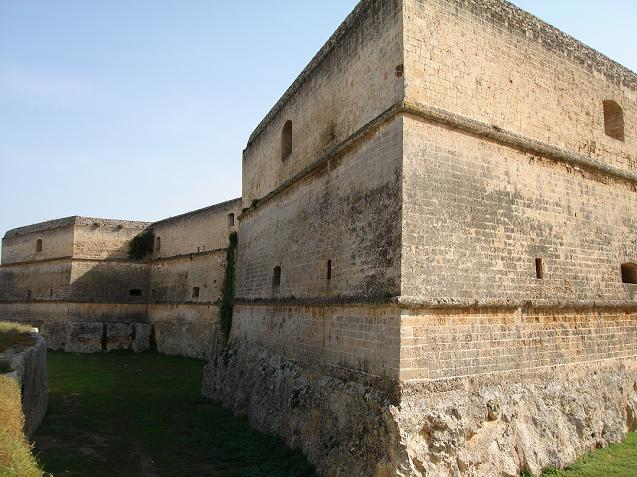
Bastioner från 1540 på Castello di Copertino i södra Italien
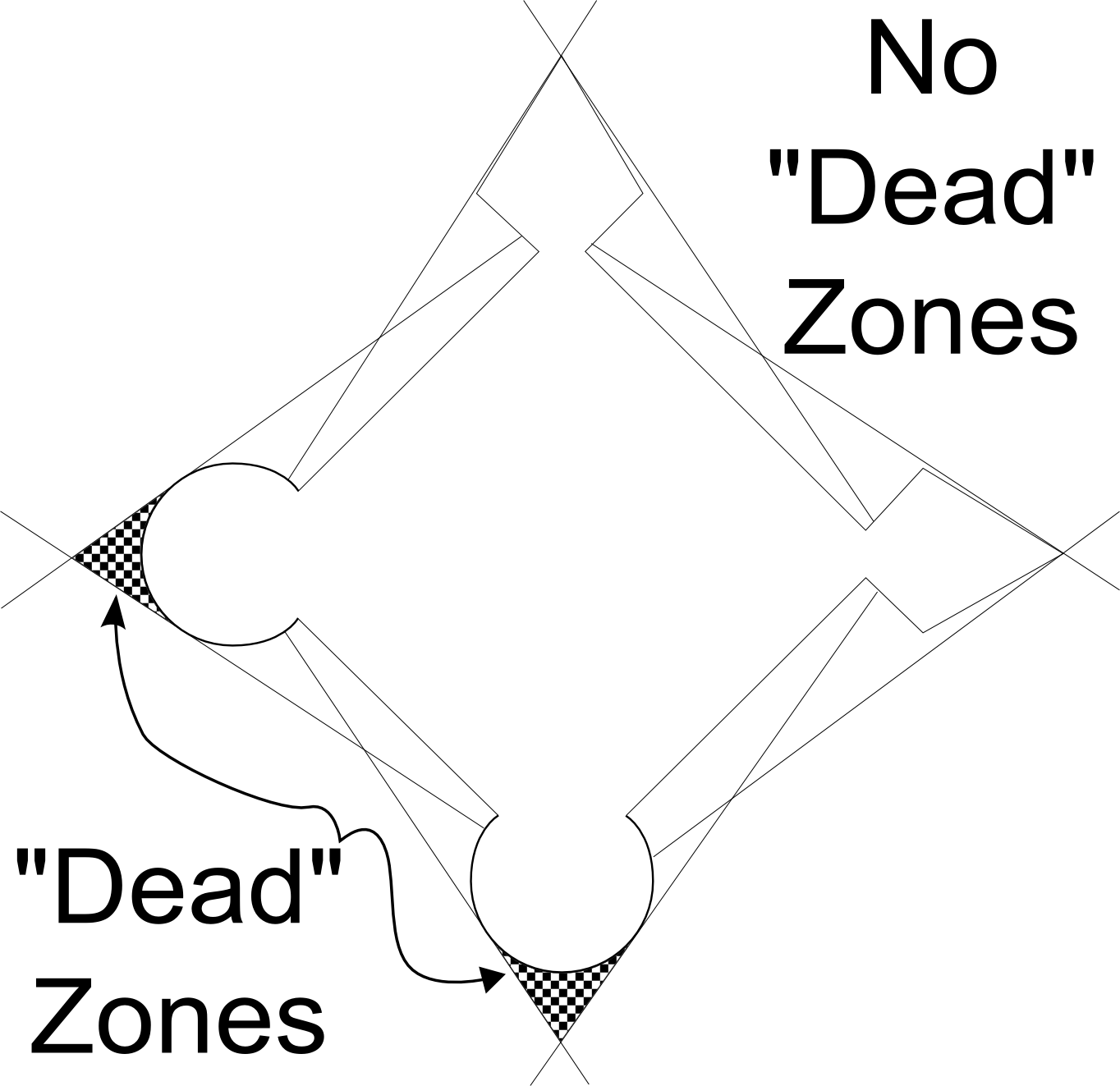
Bastionens spetsiga utformning tog bort de tidigare runda tornens döda zoner
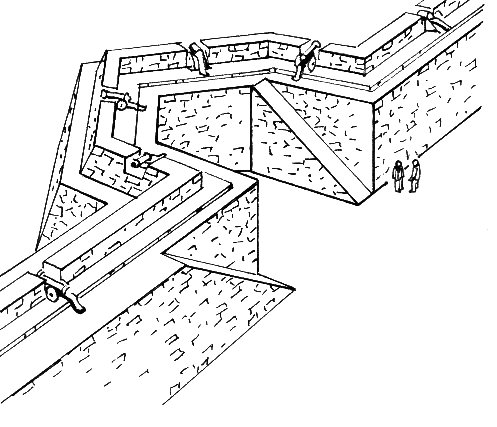
Skiss av en öppen bastion utrustad med kanoner
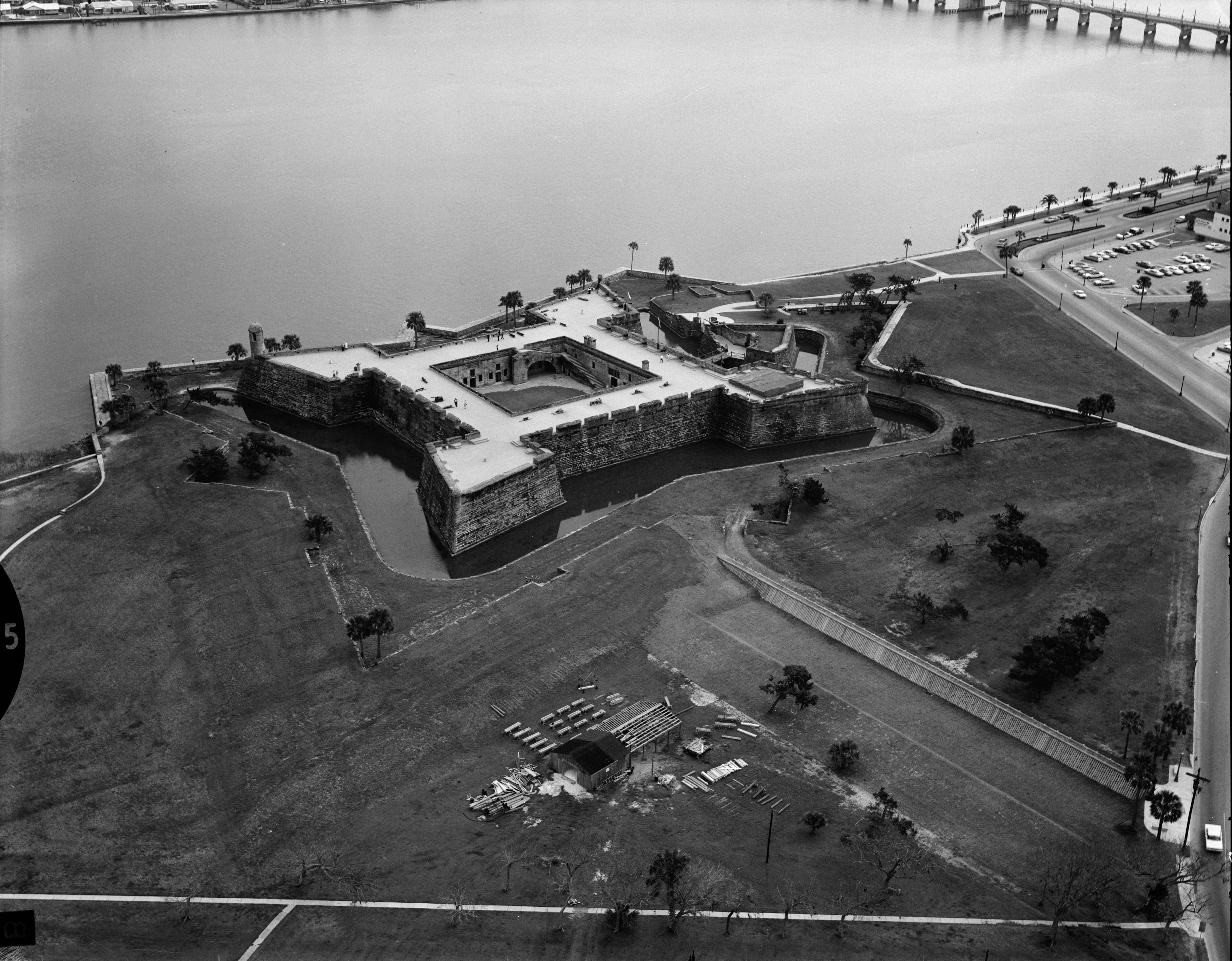
Castillo De San Marcos, Florida, har en bastion i varje hörn
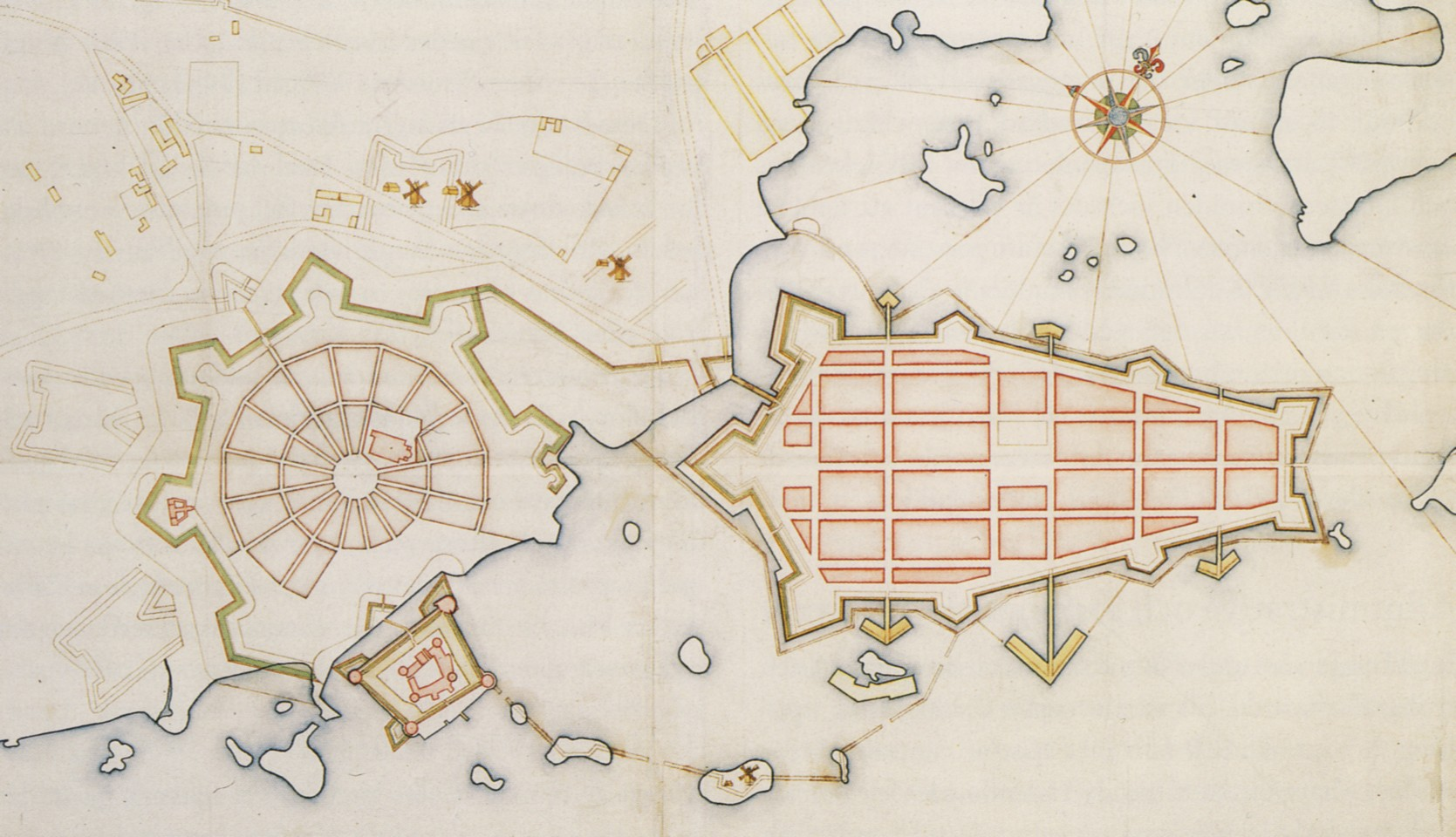
Fästningsstaden Kalmar med flera bastioner, omkring 1650
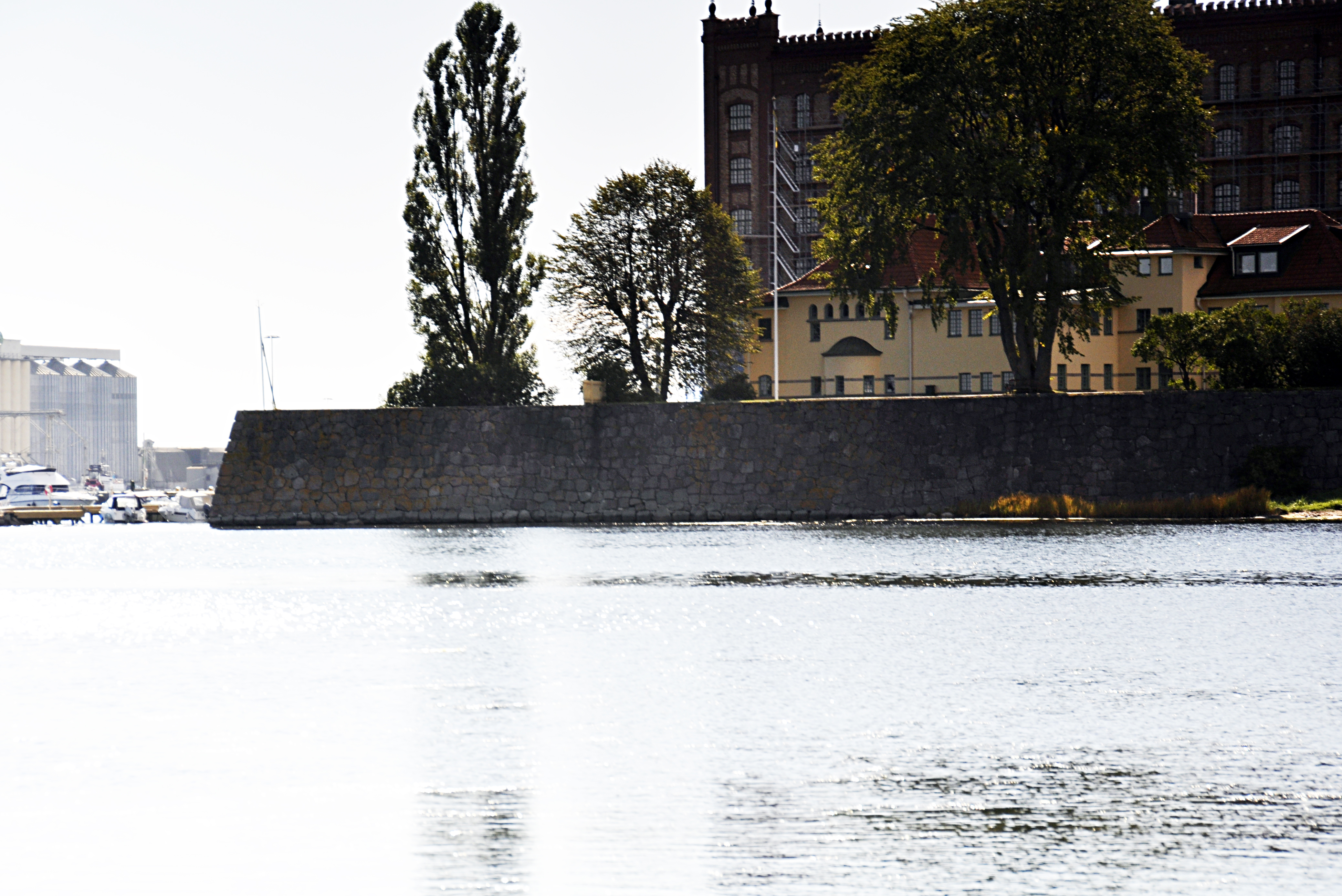
Bastionen Regeringen på Kvarnholmen i Kalmar
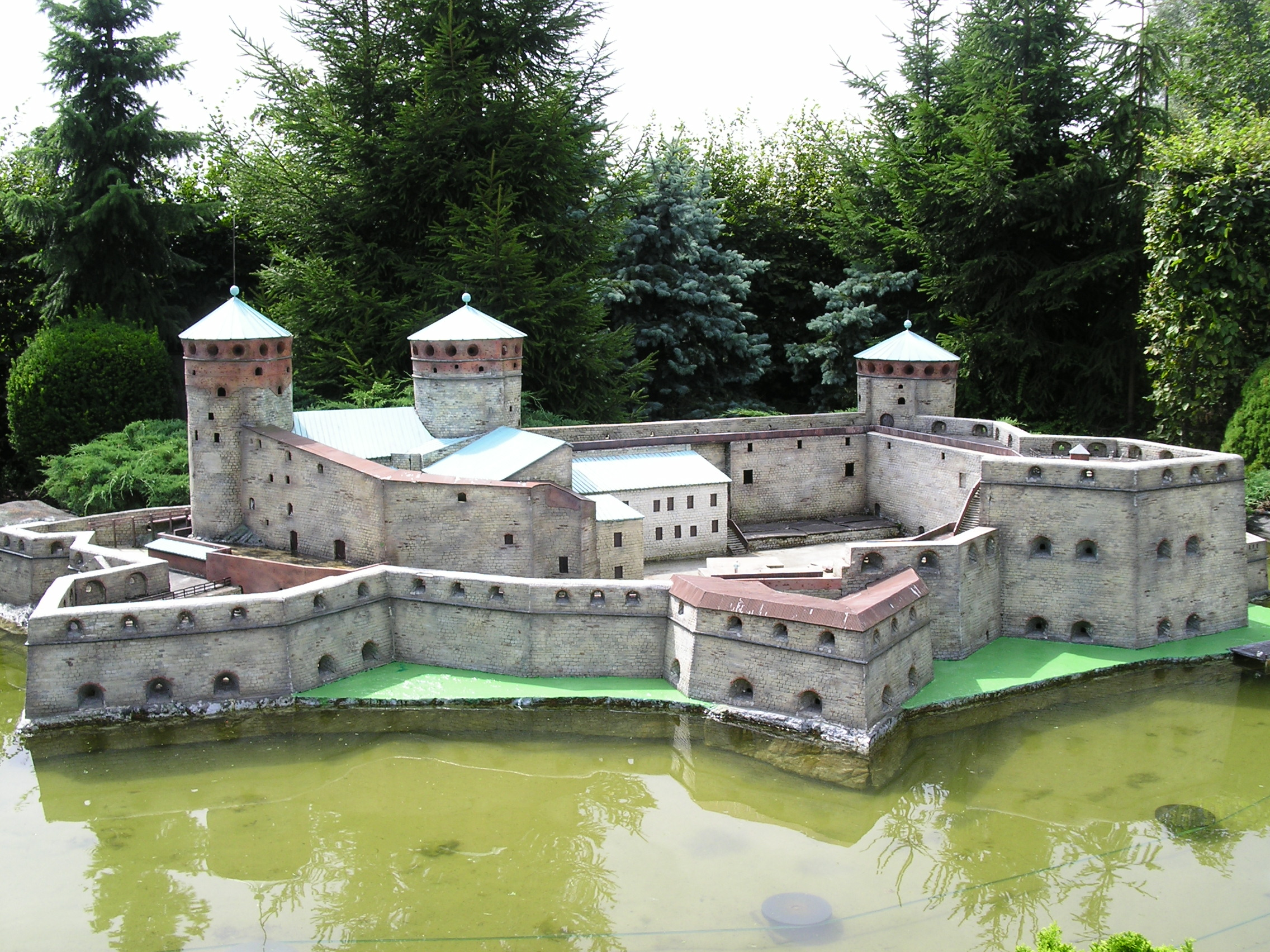
Modell av slottet i Olofsborg. I förgrunden syns de kantiga bastionerna från 1700-talet. I bakgrunden syns de äldre rundtornen.